# 토트 베르털런

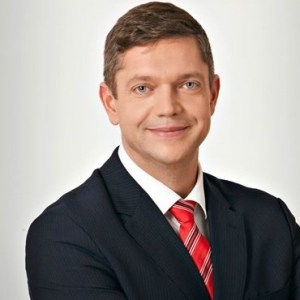
토트 베르털런

토트 베르털런(헝가리어: Tóth Bertalan, 1975년 11월 10일 ~ )은 헝가리의 법조인 출신 정치인으로, 2018년 몰나르 줄러의 사퇴 이후 헝가리 사회당의 대표로 선출되었다.